# Chang quan
Chang Quan (em chinês tradicional:長拳; em chinês simplificado: 长拳; em português, literalmente: Forma Longa ou Punho Longo) é uma das formas mais praticadas dentro do wushu. Reúne as melhores técnicas do cha quan, hua quan, pao quan e shaolin quan.

## História
A essência do Chang Quan foi desenvolvida no século X por Song Taizu, imperador fundador da dinastia Sung (960–1279). Seu estilo era chamado  Tàizǔ Chángquán, que significa "o estilo de punho longo do imperador Taizu". O Punho Longo do wushu atual se baseia no  Chāquán, no Huāquán (Punho de Flor), Pào Chuí e Hóngquán (Punho Vermelho). Amplamente percebido como tendo forte influência do Shaolin quan, o Punho Longo tradicional foi promovido no Instituto Guoshu de Nanquim por Han Qing-Tang (韓慶堂), um famoso especialista em qinna e Punho Longo.
Depois da derrota de Chiang Kai-shek e do subsequente fechamento do instituto, a nova República Popular da China criou o wushu atual, um esporte grandemente inspirado no Punho Longo tradicional. Esta nova forma, no entanto, se diferenciou do antigo estilo por focar na exibição. Foram adotados chutes mais altos e elaborados, com salto, e bases mais baixas, de modo a criar formas mais agradáveis em termos estéticos. As técnicas mais aplicáveis aos combates foram reservadas para o sanshou.

## Técnicas e características
O chang quan moderno, como conhecemos hoje, tem três décadas de evolução. A sua prática é possível desde treino de nível básico até competições de níveis avançados, onde sua principal modalidade é a rotina ou Tao Lu. Suas características são: movimentos longos e elegantes, golpes velozes e fortes, sequência ritmada e limpa, variabilidade constante. É necessário desenvolver mãos rápidas, olhos atentos, corpo ágil, passos firmes, espírito alto, respiração profunda, força certa e habilidade segura e formas fulminantes.
Durante o combate, luta de longa distância e técnica ofensiva, usa-se velocidade para deter o oponente, com golpes potentes.
Em 1949, com a formação da República Popular da China, o chang quan foi definido como principal modalidade de competição, sendo classificado em cinco categorias. As formas com as mãos, facão, bastão, espada e lança ainda foram divididas em básicas, intermediárias e avançadas. Hoje, dentro da categoria, é dividida em treino básico, rotina individual e rotina em dupla. Dentro das rotinas individuais, temos rotinas oficiais e rotinas livres. O chang quan é uma das formas que possibilita a maior mobilidade do corpo, ao mesmo tempo que necessita de grande esforço físico, devido à complexidade das suas rotinas. Com isso, desenvolve a coordenação motora e o equilíbrio postural, os quais são pontos essenciais tanto para iniciantes como para atletas profissionais.

## Armas
1. Bastão longo (Gun)
2. Sabre (Dao)
3. Espada de lâmina dupla
4. Lança (Qiang)
5. Corrente/chicote de nove seções (Bian)
6. Espada do dragão-fênix
7. guarda-chuva
8. Espada reta (Jian)
9. Espada dupla (Shuang Jian)
10. Sabre duplo (Shuang Dao)
11. Pudao
12. Martelo meteoro
13. Espada gancho